# Rothschild Miscellanea

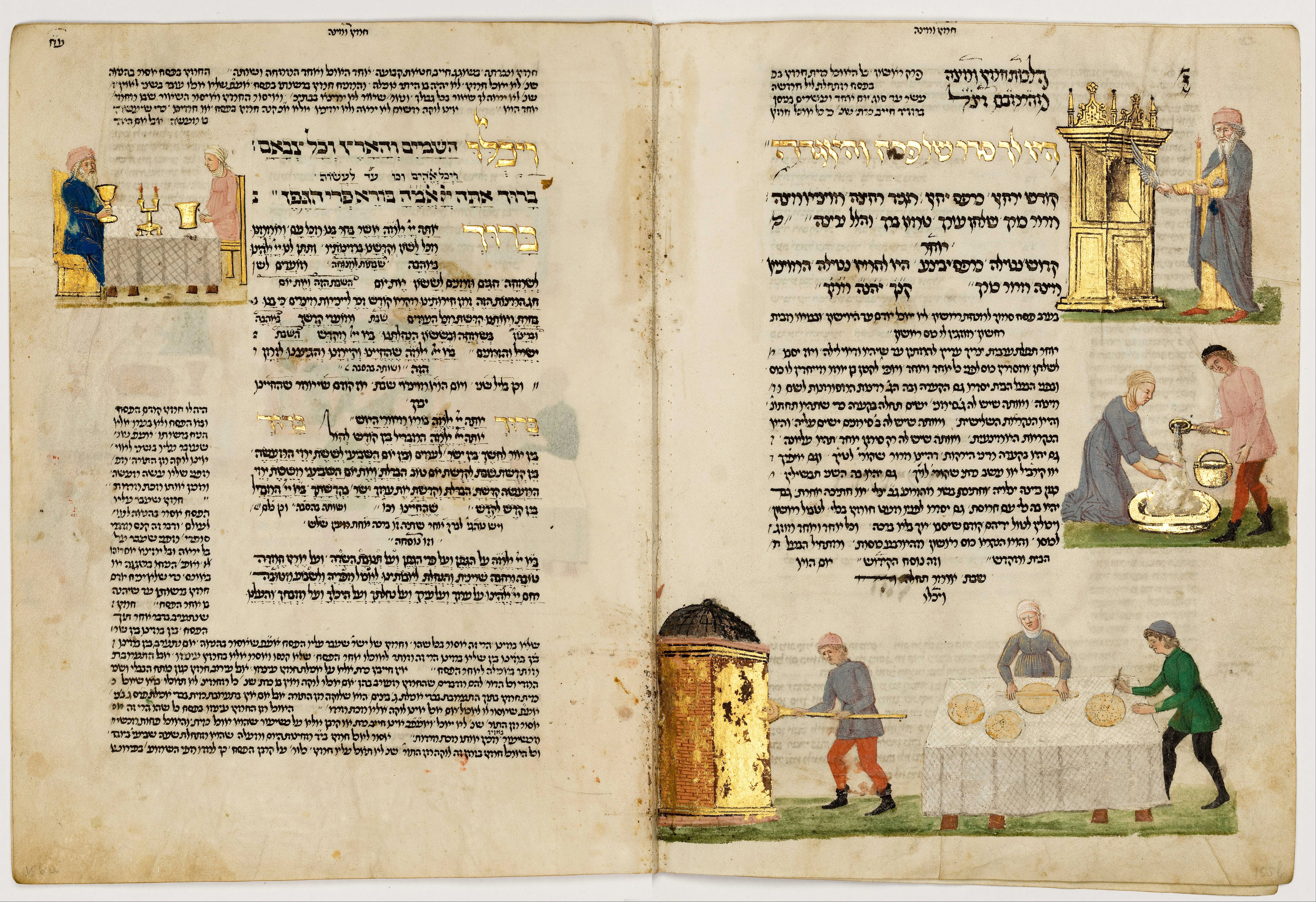
Folio 156b-157a: Phasen des Seder

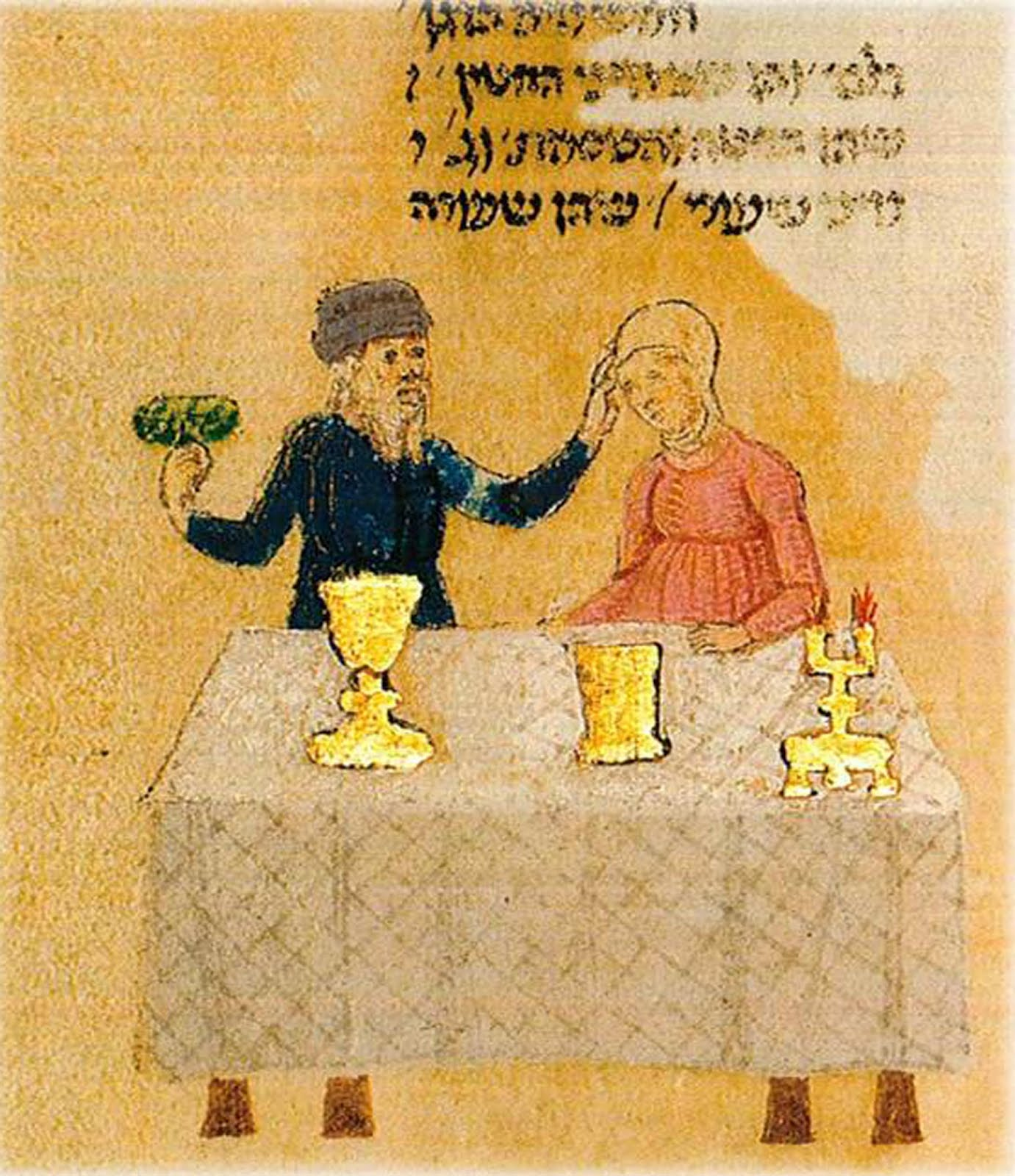
Phasen des Seder: Hausherr und Hausfrau an Seder mit Maror, einem Bitterkraut, das an das Joch der Ägyptischen Knechtschaft erinnern soll

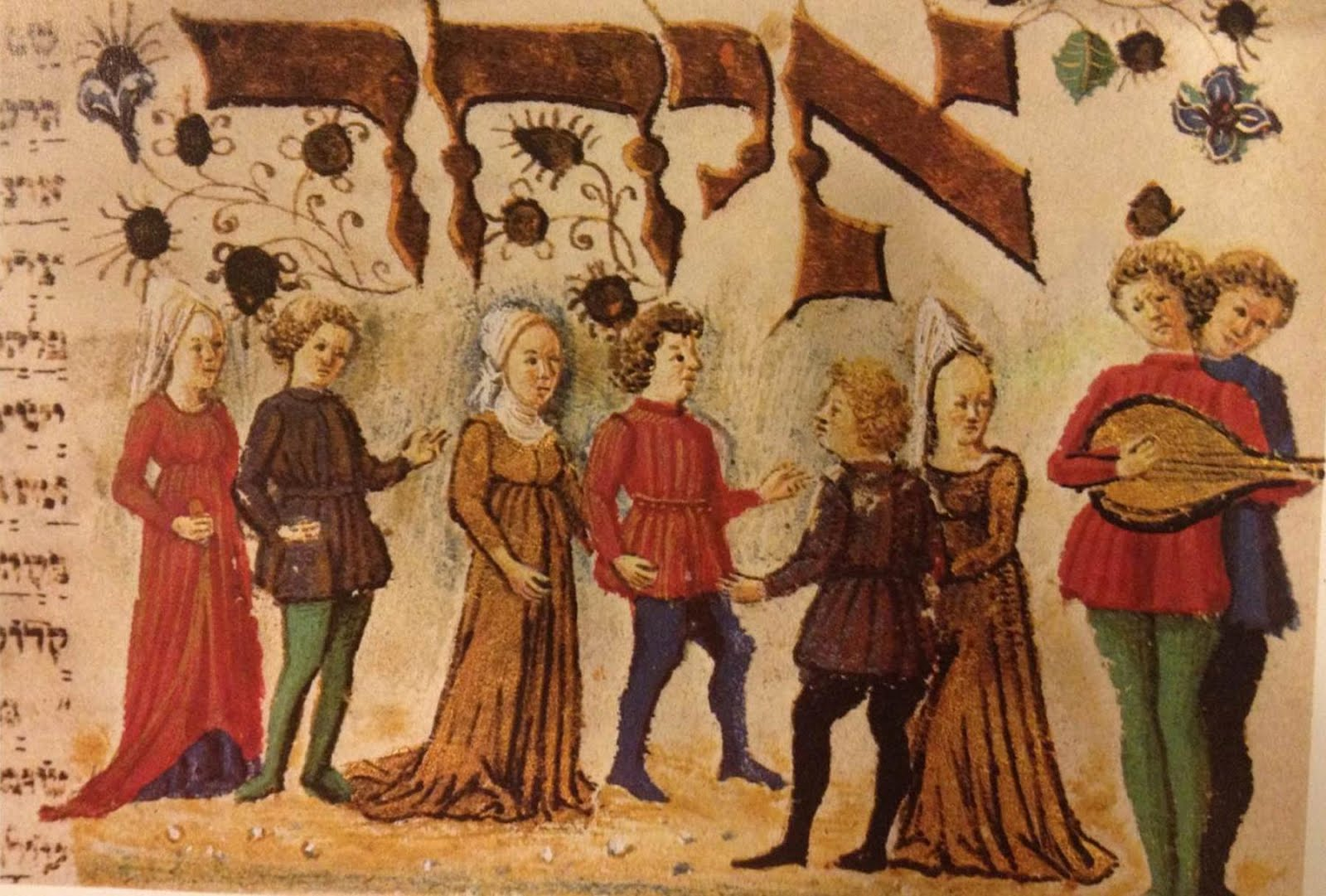
Folio 246b: Gemischter Paartanz zu Laute und Gesang, 15. Jh.

Die Rothschild Miscellanea ist eine illuminierte hebräische Sammelhandschrift der italienischen Renaissance, die heute im Israel-Museum Jerusalem unter der Signatur MS. 180/51 aufbewahrt wird. Sie wurde 2013 in die Liste des Weltdokumentenerbes aufgenommen. Sie entstand im letzten Viertel des 15. Jahrhunderts und besteht aus mehr als 70 religiösen und weltlichen Schriften, darunter Psalmen, Sprichwörter, das Buch Hiob sowie eine Pessach-Haggada. Die weltlichen Bücher schließen philosophische, moralistische und naturwissenschaftliche Abhandlungen ein. Auf insgesamt 473 Pergamentblättern illustrieren mehr als 200 Miniaturen bis ins Detail unterschiedliche Texte. Die vielseitige Sammlung enthält eine Fülle an Darstellungen der Sitten und Gebräuche des täglichen Lebens in einem jüdischen Haushalt der Renaissance.

## Entstehung
Die Handschrift wurde 1479 von Moses ben Jekutiel Ha-Kohen, einem Juden aus Cremona in der Lombardei, in Auftrag gegeben. Das kleinformatige Manuskript (210 × 156 mm) entstand vermutlich in einer Werkstatt in der Umgebung Ferraras. Dies vermutet der israelische Kunsthistoriker Mordechai Narkiss, der auf die stilistische Verwandtschaft der Miniaturen zur Bibel des Borso d´Este hinwies. Er nimmt an, die Bebilderung sei von mehreren Künstlern oder einer Werkstattgemeinschaft ausgeführt worden. Ulrike Bauer-Eberhardt schreibt die Miniaturen Leonardo Bellini zu, einem der wichtigsten Vertreter venezianischer Buchmalerei der Renaissance und Nichtjude.

## Besitzgeschichte
Zwischen 1832 und 1855 befand sich das Manuskript in der Solomon-de-Parente-Sammlung in Triest. Dort erwarb es James de Rothschild. In Paris blieb die Handschrift in der Rothschild-Bibliothek unter der Signatur Ms. 24, bis sie während der deutschen Besetzung verschwand und nach dem Zweiten Weltkrieg in New York wieder auftauchte. 1950 wurde sie dem Bibliothekar des dortigen Jüdischen Theologischen Seminars, Alexander Marx, zum Kauf angeboten. Er erkannte das Manuskript und verständigte die Familie Rothschild. Der Codex verblieb zunächst als Leihgabe in New York und wurde 1952 in London der Rothschild Collection eingegliedert. 1957 gelangte das Manuskript als Schenkung an das Israel-Museum in Jerusalem. Seinen Namen Rothschild Miscellanea behielt es bei.